# Иван Царевич и Серый Волк 4
«Иван Царевич и Серый Волк 4» — российский приключенческий анимационный фильм студии «Мельница» и кинокомпании «СТВ».
Премьера мультфильма состоялась 26 декабря 2019 года. А показ мультфильма для сотрудников «Мельницы» состоялся 20 декабря 2019 года в Санкт-Петербурге в кинотеатре «Аврора».
Телевизионная премьера мультфильма состоялась на телеканале «РЕН ТВ» 9 мая 2020 года.

## Сюжет
Весна пришла в Тридевятое царство, и царь собирает очередной государственный совет, как вдруг появившаяся Василиса рассказывает о международном песенном конкурсе (является отсылкой на конкурс «Евровидение»), который в этом году проводится в Трисемнадцатом царстве. Ведущая конкурса, Аделаида, с экрана самовара с грустью объявляет, что от Тридевятого царства заявки на участие не поступало, а значит, там опять не нашлось достойного исполнителя. Возмущённый царь тут же решает отправить на конкурс Кота, который как раз вовсю орёт на крыше дворца, сообщая о грядущих переменах, в частности, о наступлении марта месяца.
Иван, Василиса, Кот и Волк отправляются на конкурс. Из-за проблем с магическими перемещениями волею случая Кот получает порядковый номер «1», и завтра на конкурсе должен выступать самым первым. Пока Василиса и Кот репетируют, Иван и Волк решают потихоньку сходить в разведку, дабы разузнать о соперниках. Между тем на конкурс прибывает невероятно пышный Павлин Паоло в сопровождении своего амбициозного менеджера Суслика. Заподозрив павлина в обмане, Иван и Волк решают подсмотреть за ним в замочную скважину и узнают о некой страшной тайне, а их догадка насчёт обмана подтверждается.
На конкурсе Кот, напившись успокоительного (видимо, валерьянки), успешно исполняет песню «Чёрный кот» и проходит в финал. Иван с Волком при помощи Василисы, газированной воды и моржа Терентия заставляют Павлина раскрыть свой секрет: у него в горле сидел Соловей, который и пел, пока Павлин просто открывал рот. Но оказывается, что всем обманом руководила королевская кобра, запугавшая и Павлина, и Суслика. Договорившись об участии в финале, кобра похищает Василису, чтобы обменять её на талант божественного пения. 
Узнав о похищении, на место событий прибывает царь. Усыпив Ивана, герои подсматривают за его снами: во сне Иван видится с Василисой, которая рассказывает, что там, где она находится, на небе сиреневые облака. Царь догадывается, что речь идёт о сказках Востока. Иван с Волком отправляются на поиски царевны и пересекают пустыню, по пути повстречавшись со сфинксом, загадавшего им загадку, ответа на которую он и сам не знает.
Василиса просыпается в роскошном восточном дворце и знакомится с султаном Али. У него есть уникальная коллекция человеческих качеств, но нет самого главного — искренней и чистой любви. Али хочет забрать любовь у Ивана и Василисы, но ничего не выходит, а затем и сам Али влюбляется в ведущую песенного конкурса Аделаиду. Волк, воспользовавшись качеством проницательности, раскрывает план кобры — загипнотизировать всех людей в мире во время финала конкурса, когда все телевизионные камеры будут направлены на неё.
Герои возвращаются на конкурс и пытаются противостоять планам кобры. В конце концов, им это удаётся, поставив перед коброй зеркало, от чего она загипнотизировала саму себя. В это же время за кулисами царь, Кот и Соловей, напившись молока, решают спеть вместе просто так, от души, но случайно выигрывают конкурс, когда Аделаида переставляет сцену с ними в зрительный зал.
Герои возвращаются домой в Тридевятое на дирижабле, а Волк разгадывает загадку сфинкса и отправляет ему письмо с отгадкой.

## Роли озвучивали
| Актёр                         | Роль                                                                                   |
| ----------------------------- | -------------------------------------------------------------------------------------- |
| Никита Ефремов                | Иван Царевич                                                                           |
| Андрей Лёвин                  | Иван Царевич (фраза «И кто трусы ребятам шьёт»)                                        |
| Александр Боярский            | Серый Волк / солёные огурцы / светлячок Илларион                                       |
| Татьяна Бунина                | Василиса                                                                               |
| Иван Охлобыстин               | Царь                                                                                   |
| Михаил Боярский               | Кот учёный                                                                             |
| Равшана Куркова               | Аделаида Чарр (Аня)                                                                    |
| Дмитрий Высоцкий              | Ферапонт                                                                               |
| Олег Куликович                | Али / светлячок Илларион (одна фраза)                                                  |
| Сергей Дьячков                | Суслик                                                                                 |
| Максим Сергеев                | павлин Паоло / Соловей (речь) / агент-бобёр                                            |
| Мария Цветкова-Овсянникова    | кобра Анак-Кракатау / тётя Дуня / тётя Дуньяра / Аделаида Чарр (Аня) (последняя фраза) |
| Сергей Волчков                | Соловей (вокал)                                                                        |
| Михаил Хрусталёв              | корреспондент                                                                          |
| Анатолий Петров               | Некто                                                                                  |
| Екатерина Гороховская         | Цапля                                                                                  |
| Валентин Морозов              | Сфинкс                                                                                 |
| Георгий Гаглоев Артём Шевелёв | Лягушки                                                                                |
| Константин Бронзит            | Жители / люди                                                                          |
| Александр Демич               | голос в ящике с коброй                                                                 |
| Андрей Кузнецов               | Петя, молодой мальчик из 3/18 царства                                                  |

## Саундтрек
- «Песня Василисы» (Музыка — Михаил Чертищев. Слова и новая аранжировка — Александр Боярский. Исполняет — Марина Кравец[10].)
- ария Фауста из оперы «Фауст», Шарль Гуно (Исполняет — Фёдор Атаскевич)
- «Калинка-Малинка» (Исполняет — Михаил Боярский)
- ария Фигаро из оперы «Свадьба Фигаро», Вольфганг Амадей Моцарт (Исполняет — Михаил Боярский)
- Танец феи Драже из балета «Щелкунчик», Пётр Ильич Чайковский
- ария Манрико из оперы «Трубадур», Джузеппе Верди (Исполняет — Фёдор Атаскевич)
- увертюра к опере «Вильгельм Телль», Джоаккино Россини
- ария Ленского из оперы «Евгений Онегин», Пётр Ильич Чайковский
- ария Лючии из оперы «Лючия ди Ламмермур», Гаэтано Доницетти (Исполняет — Светлана Арзуманова)
- «Полёт шмеля» из оперы «Сказка о царе Салтане», Николай Андреевич Римский-Корсаков
- «Серенада Трубадура» (Музыка — Геннадий Гладков. Слова — Юрий Энтин. Исполняет — Сергей Волчков.)
- «Чёрный кот» (Музыка — Юрий Саульский, аранжировка Михаила Тебенькова. Слова — Михаил Танич. Исполняет — Михаил Боярский.)
- «Всё пройдёт» (Музыка — Максим Дунаевский, аранжировка — Александр Боярский. Слова — Леонид Дербенёв. Исполняет — Михаил Боярский.)
- «Улетаю» (Музыка и слова — Байгали Серкебаев. Исполняет — A’Studio.)